# Palais Strousberg

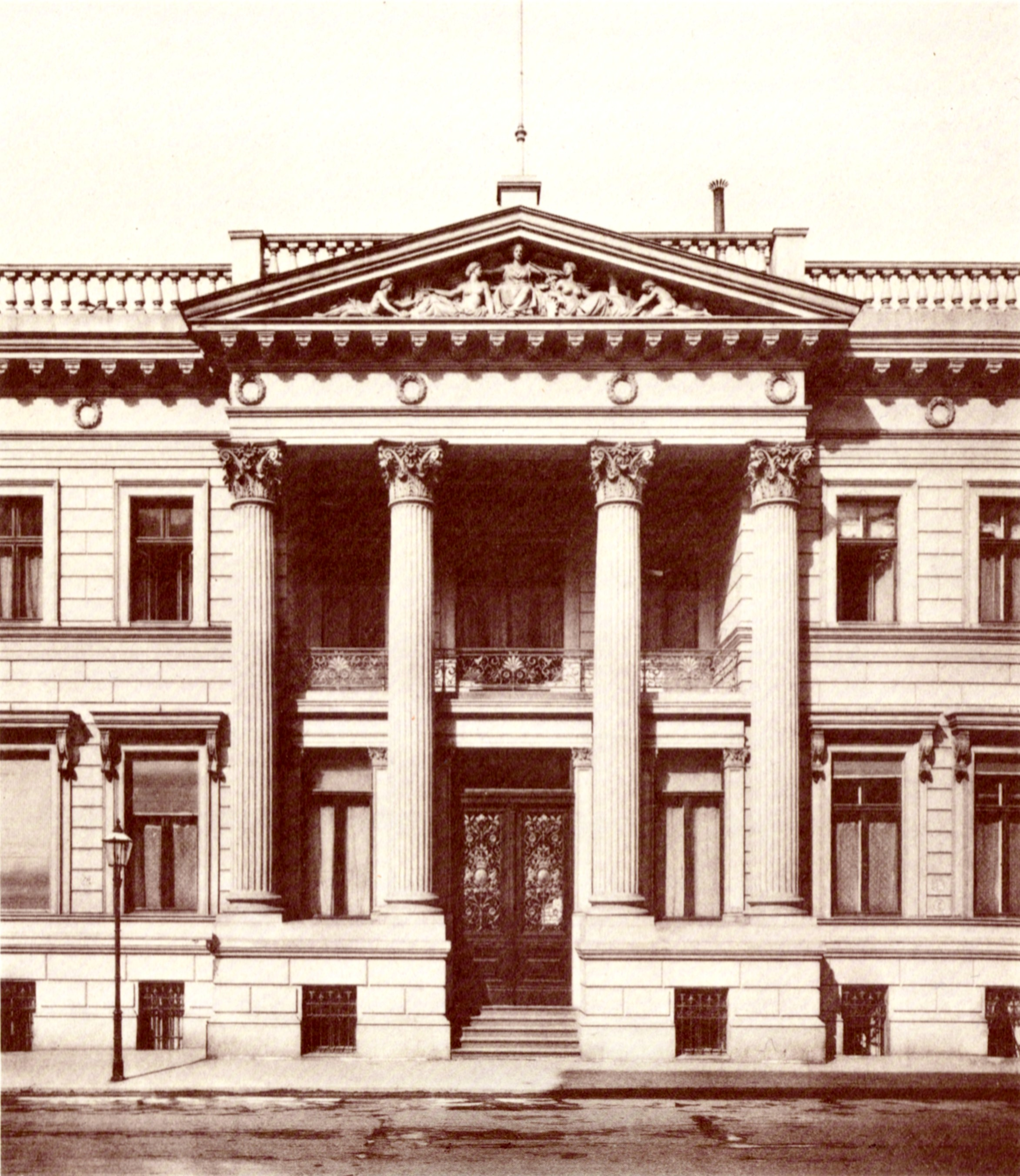
Ansicht des Portikus, um 1890

Das Palais Strousberg wurde nach Plänen des Architekten August Orth 1867–1868 als Stadtpalais für den Unternehmer und sogenannten „Eisenbahnkönig“ Bethel Henry Strousberg an der Wilhelmstraße 70 in Berlin errichtet. Die seinerzeit bemerkenswerten technischen Einrichtungen und der Prunk der Ausstattung standen noch Jahrzehnte nach Errichtung des ersten neueren Palastbaus Berlins für raffinierten Luxus und vornehme Repräsentation. Nach Strousbergs finanziellem Zusammenbruch 1875 erwarb Fürst Hugo zu Hohenlohe-Öhringen die Liegenschaft aus der Konkursmasse. Das Vereinigte Königreich von Großbritannien und Irland mietete 1876 das repräsentative Gebäude, kaufte es 1884 und nutzte das Palais jahrzehntelang als britische Botschaft. Die Ruine des im Zweiten Weltkrieg schwer beschädigten Gebäudes wurde im Herbst 1950 trotz bereits bestehenden Denkmalschutzes beseitigt. Das geräumte Grundstück, das mit der Teilung Berlins zu Ost-Berlin gehörte, blieb bis zur Zeit der deutschen Wiedervereinigung eine Brache. An seiner Stelle steht heute die Britische Botschaft.

## Ein Palais für den Eisenbahnkönig

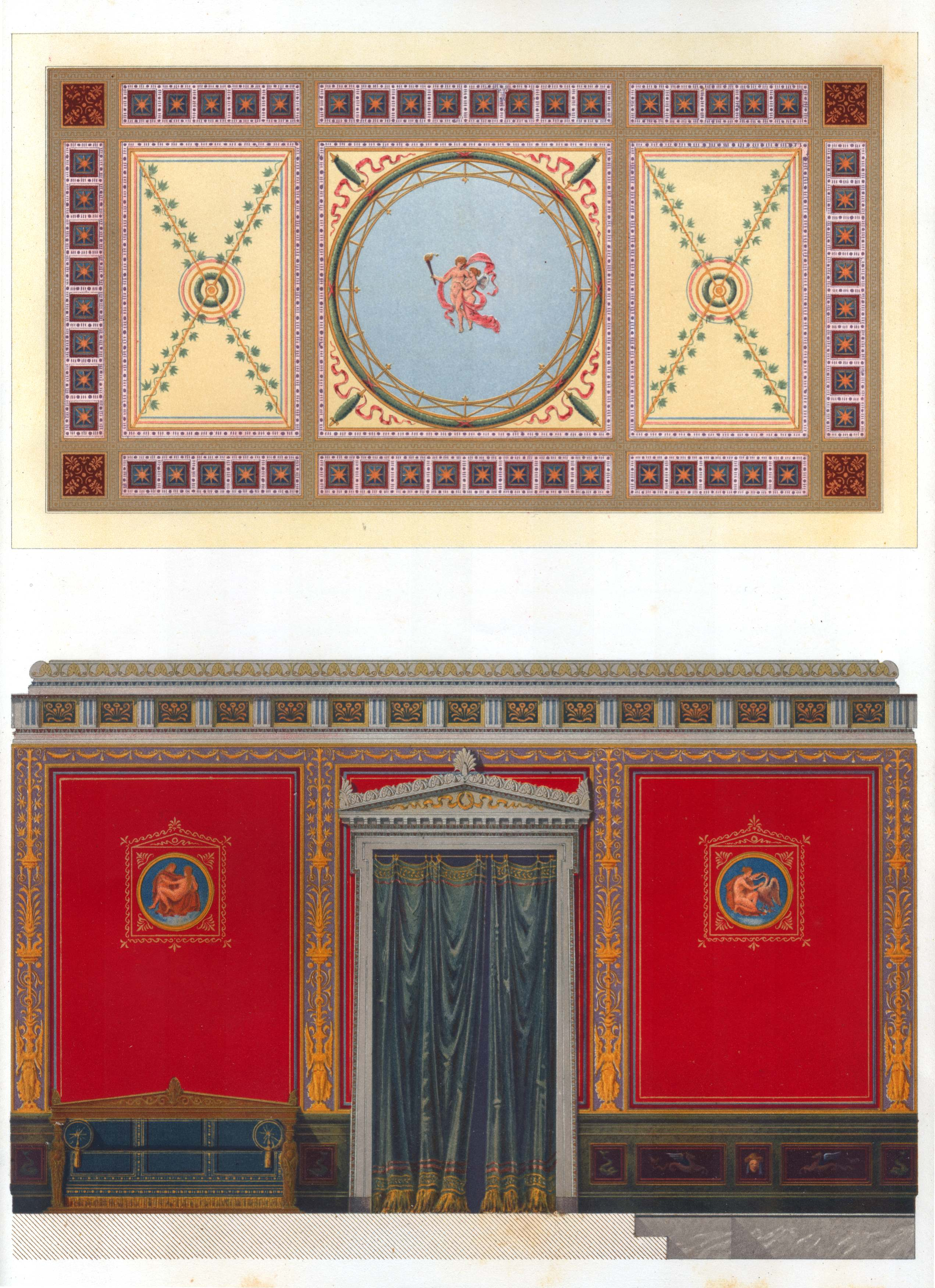
August Orths Entwurfszeichnung der Wand- und Deckenmalereien des Badezimmers nach pompejanischen Motiven

Strousberg kaufte 1867 das Grundstück Wilhelmstraße 70 für 122.500 Taler, nachdem er bereits zuvor das Grundstück Wilhelmstraße 80 erworben und danach mit Gewinn dem preußischen Fiskus wieder veräußert hatte. Der Architekt August Orth baute das Palais für einen Preis, der einige Jahre später auf 900.000 Mark beziffert wurde, unter Verwendung der Mauern eines älteren Gebäudes, das zuvor dem preußischen Staatsmann Friedrich Carl von Savigny als Residenz gedient hatte. Orth war in diesen Jahren der „Hausarchitekt“ Strousbergs und entwarf und erstellte für ihn private Bauvorhaben. Dazu zählte beispielsweise der Umbau von Schloss Zbirow in der Nähe von Pilsen zum Landsitz für die Familie Strousberg. Ferner errichtete er Gebäude für von Strousberg kontrollierte Unternehmen, darunter den Berliner Viehmarkt an der Brunnenstraße für die Viehmarkt-Kommanditgesellschaft oder den Görlitzer Bahnhof für die Berlin-Görlitzer Eisenbahn-Gesellschaft. Im Schaffen Orths gehört das Palais zu den wenigen Bauten, in denen er sich bei der Fassade an klassizistischen Formen orientierte, während er sonst bei Profanbauten im Allgemeinen die Neurenaissance und in seinen zahlreichen Kirchenbauten die Neugotik bevorzugte. Details des Äußeren wie die barockisierende Balustrade und die reiche Dekoration des Inneren mit Anleihen aus vielen Stilepochen weisen das Palais bereits als Vertreter des eklektischen Historismus aus.
Das erste moderne Palais in Berlin verfügte – passend zum Ruf des Eisenbahnpioniers Strousberg als Mann des Fortschritts – über einige bemerkenswerte technische Einrichtungen wie Gasbeleuchtung, Warmwasserheizung, Waschmaschine und Badezimmer. Die prunkvollen, weitläufigen Gesellschaftsräume, darunter eine Gemäldegalerie für die Kunstsammlung Strousbergs, die das gesamte Erdgeschoss einnahmen, wie auch die Lage an der vornehmen Wilhelmstraße mit ihren Palais und Ministerien, zeigten die gesellschaftliche Stellung, die der Unternehmer mit seinem Stadtpalais in Anspruch nahm. Nach dem Tode Orths erinnerte 1901 die Zeitschrift Berliner Architekturwelt daran, dass das Palais „damals mit Recht als eine Meisterschöpfung in vornehmer Repräsentation und doch jener edlen, von derSchinkelschen Tradition beeinflussien Maasshaltung gepriesen wurde“, und das Standardwerk Berlin und seine Bauten würdigte 1896 „die Anordnung und Ausstattung des ebenso großen wie behaglichen Innern“, die „zur Zeit seiner Entstehung in Berlin noch ohne Beispiel“ waren. Speziell erwähnt wurde auch die „Herstellung in echten Baustoffen“, ungewöhnlich im sparsamen Preußen mit seiner traditionellen Verwendung von Ersatzbaustoffen wie bemaltem Zinkguss und Putz anstelle von Stein oder Stuckmarmor anstelle von Marmor.

## Nutzung als Britische Botschaft

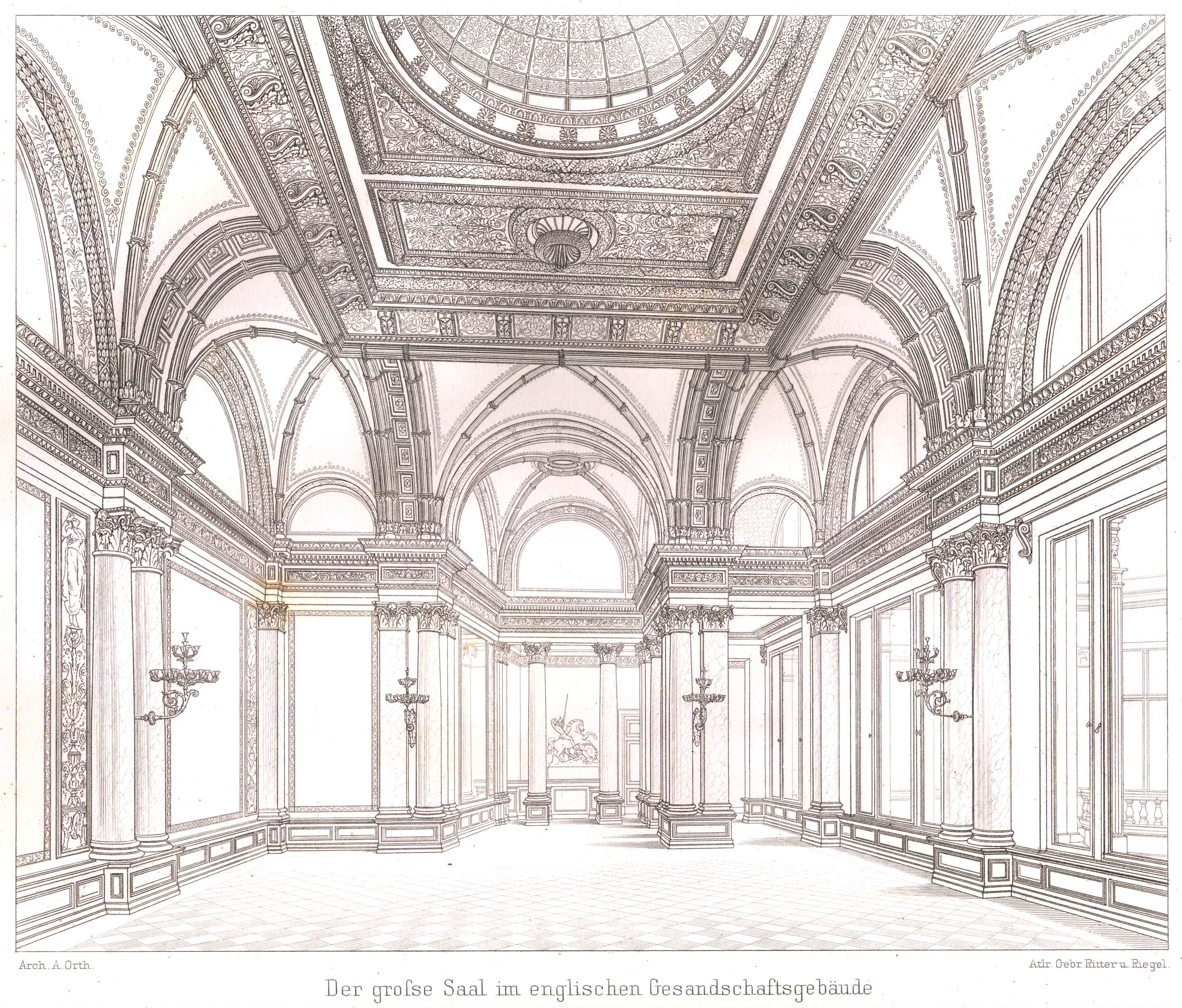
Entwurf des großen Festsaals der Britischen Botschaft von August Orth

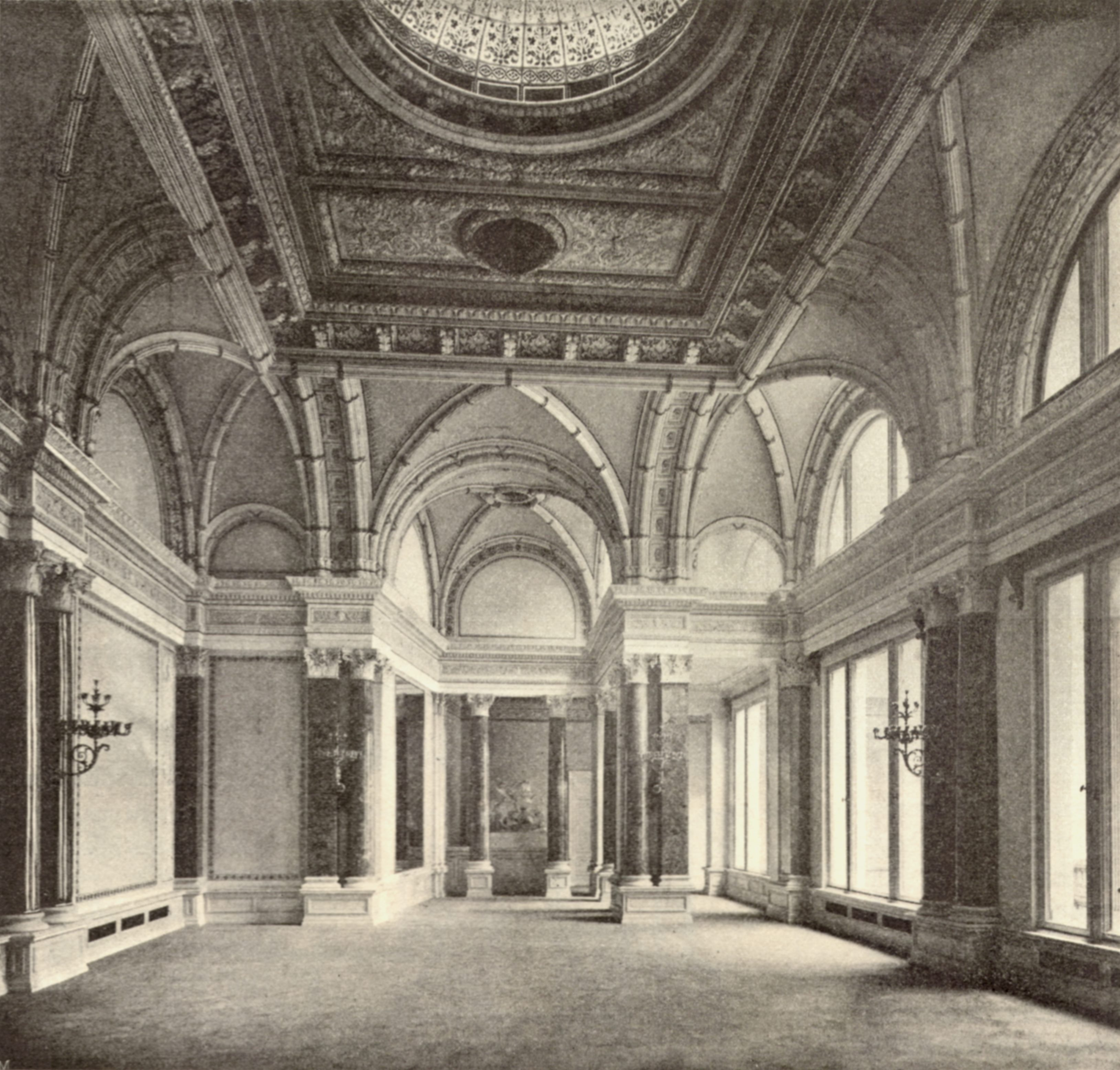
Fotografie des großen Festsaals

Nach Schwierigkeiten eines Eisenbahnprojektes in Rumänien brach das Imperium Strousbergs finanziell zusammen. Strousberg selbst wurde in Russland wegen Kreditvergehens verhaftet. Das Moskauer Kreisgericht verurteilte ihn 1876 zu einer Verbannungsstrafe, die er jedoch nicht antreten musste. Sein Palais an der Wilhelmstraße hatte Strousberg bereits 1875 aufgeben müssen, das Grundstück mit dem Palais geriet in die Konkursmasse. Er lebte nun wechselnd für Monate in England oder auf dem Gut seines Schwiegersohnes in der Nähe von Bromberg und versuchte mit verschiedenen Projekten und Denkschriften seine gesellschaftliche Rehabilitierung.
Am 20. März 1876 ersteigerte bei der Auktion Fürst Hugo zu Hohenlohe-Öhringen als Mindestbieter das Palais. Der General, erbliches Mitglied des Preußischen Herrenhauses, bewohnte das Palais jedoch nicht selber. Das Berliner Adressbuch von 1877 verzeichnet neben dem Haushofmeister und dem Portier das Büreau der Englischen Botschaft und Lord [Odo] Russell, Englischer Botschafter als Mieter. Damit begann die jahrzehntelange Nutzung des repräsentativen Palais in bester Lage als Britische Botschaft. Der Fürst verkaufte schließlich die Liegenschaft am 18. Dezember 1884 den Commissioners of Her Britanic Majestys Works and Public Buildings. Beim anschließenden Umbau, wiederum nach Plänen August Orths, wurde anstelle einer offenen Terrasse und eines Teils des Gartens ein Anbau mit großem Festsaal errichtet, der die beiden Seitenflügel des Palais verband und so eine bessere Nutzung bei gesellschaftlichen Anlässen mit bis zu 600 Gästen erlaubte. In den folgenden Jahren wurde das Palais durch Neubauten mit bis zu fünf Geschossen immer stärker eingeengt. Am folgenschwersten war 1907 die Errichtung des Hotels Adlon anstelle des Palais Redern, das auch das Hotel Reichshof an der Wilhelmstraße 70a hinzukaufte und integrierte. Dadurch war die Botschaft von zwei Seiten vom höheren Hotel umgeben, was neben dem Verlust von Licht fortan zu Lärm- und Geruchsbelästigungen durch die Hotelküche führte. Der letzte britische Botschafter vor dem Zweiten Weltkrieg, Sir Nevile Henderson, beschrieb die Botschaft als „eng, finster und muffig“. Umzugspläne zerschlugen sich aber infolge des Kriegsbeginns.
Im Jahr 1939 wurde die Botschaft geschlossen und das Reichsministerium für Ernährung zog ein. Bomben beschädigten das Gebäude bei alliierten Luftangriffen im Jahr 1943. Eine Nachkriegsaufnahme zeigt an der Straßenfassade schwere Schäden im Bereich des Portikus, dessen äußerste Säule links ganz fehlt. Die Denkmalpflege pochte 1950 mehrmals auf den Denkmalschutz des Botschaftsgebäudes und drängte trotz des hohen Zerstörungsgrades von 80 % auf eine Wiederherstellung. Am 24. Oktober 1950 beschädigten die Abbrucharbeiten am benachbarten Hotel Adlon das Gebäude aber derart, dass die nicht mehr standfeste Ruine anschließend abgetragen wurde. In der neuen Britischen Botschaft, die 1998–2000 am Ort der alten Botschaft und zweier Nachbargrundstücke errichtet wurde, erinnert ein Teil des schmiedeeisernen Gitters, das vom Eingangsportal des zerstörten Palais Strousberg stammt, an den Vorgängerbau.

## Beschreibung des Gebäudes

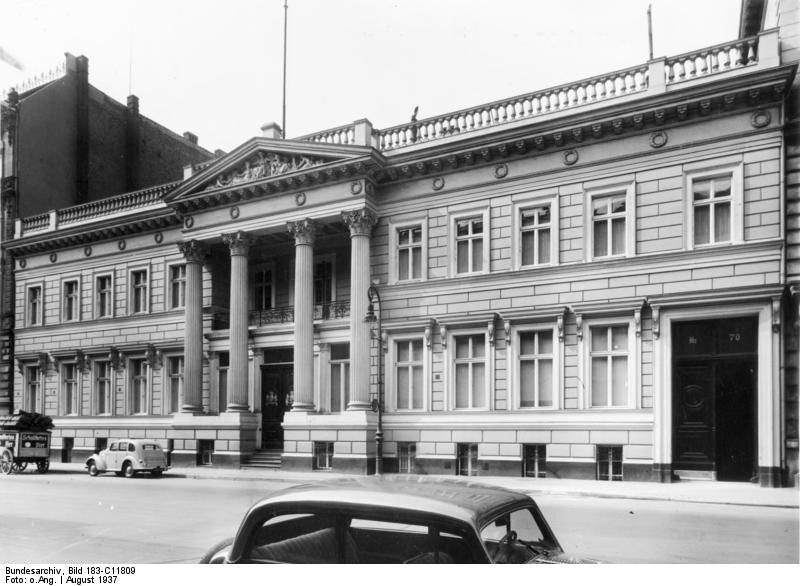
Palais Strousberg, 1937

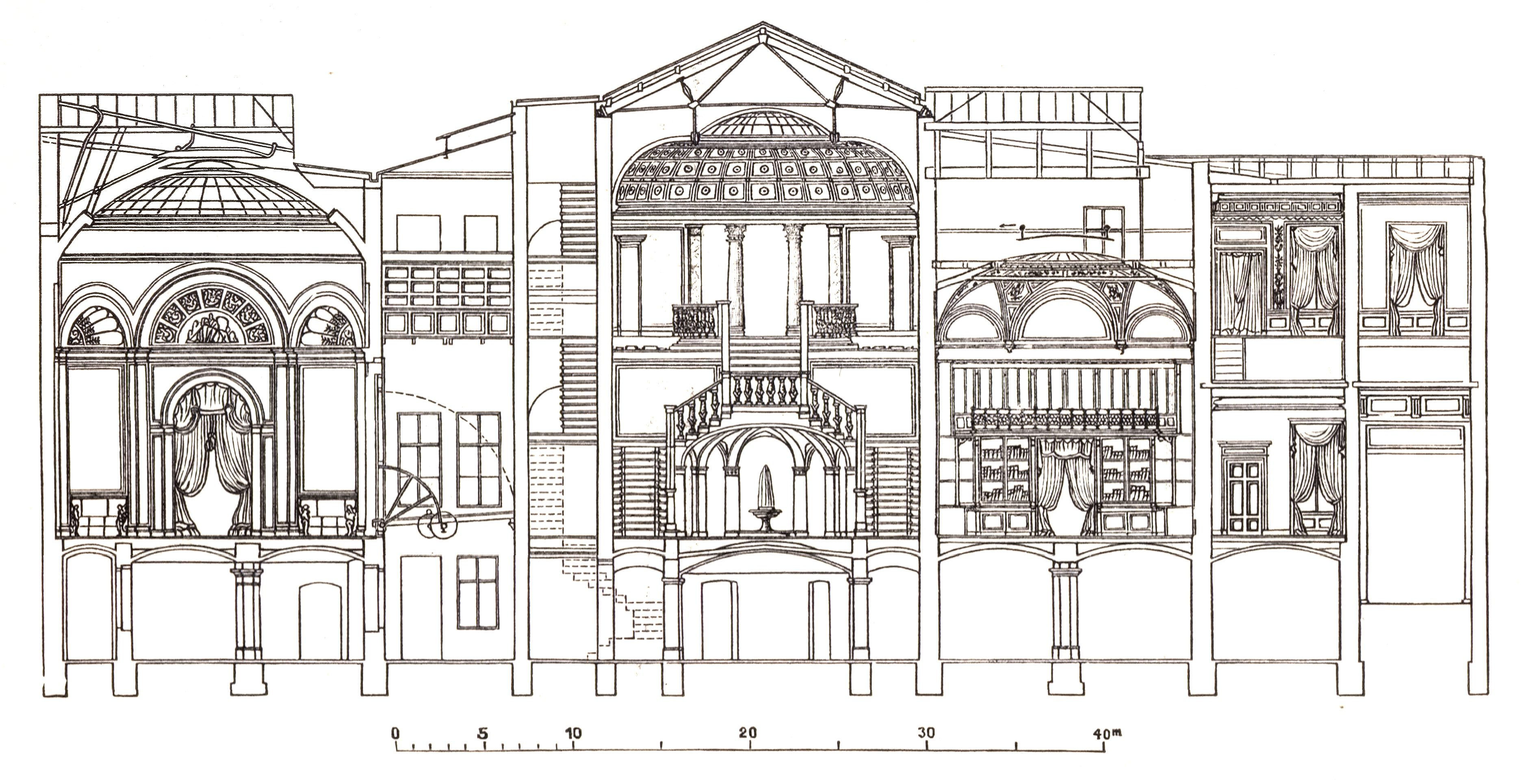
Schnitt durch das Vorderhaus: links der Tanzsaal mit der Gasbeleuchtung und der herunterklappbaren Wand, in der Mitte das Vestibül und rechts davon die Bibliothek. Ganz rechts im Erdgeschoss die Durchfahrt. Entwurfszeichnung von August Orth.

### Fassade
Die Fassade gegen die Wilhelmstraße prägte ein monumentaler, über zwei Geschosse reichender Portikus in der Mittelachse, getragen von vier korinthischen Säulen aus Sandstein. Im Giebelfeld befand sich ein Relief mit fünf Figuren zu einem unbekannten Thema. Auf historischen Fotografien lässt sich als Zentralfigur in der Mitte eine geflügelte Gestalt erkennen, vielleicht eine Allegorie der Kunst. Eine weibliche Figur mit Hermesstab auf der rechten Seite stellte möglicherweise eine Allegorie des Verkehrs dar – passend für das Haus eines Eisenbahnunternehmers. Ein Portikus war in den 1860er Jahren bei Privathäusern in Berlin ein ungewöhnliches Motiv und erinnert eher an die Bauten des Palladianismus in England, wo Strousberg seine Jugend verbrachte.
Je fünf Fensterachsen links und rechts des Portikus gliederten die einfache Putzfassade mit Ritzquaderung. Anstelle der äußersten Fensterachse im Keller- und Erdgeschoss auf der Nordseite des Gebäudes führte eine mit einem zweiflügeligen Holztor verschlossene Durchfahrt in den Hof. Die zum Teil vergitterten Fenster des Kellergeschosses reichten unter das Straßenniveau. Die Fenster der oberen Geschosse waren umrahmt und die hohen Fenster der Gesellschaftsräume des Erdgeschosses waren zusätzlich mit einer von je zwei Konsolen getragenen geraden Verdachung versehen. Abgesehen von Lorbeerkränzen unterhalb des von Konsolen getragenen Kranzgesimses aus Sandstein wies die Fassade keinen weiteren bauplastischen Schmuck auf. Über die gesamte Länge der Fassade zog sich über dem Hauptgesims eine Balustrade.

### Erdgeschoss
Über eine Treppe und das Portal im Portikus gelangten die Besucher ins Vestibül, das über zwei Geschosse reichte und durch ein Oberlicht in der kassettierten ovalen Kuppel erhellt wurde. Darüber befanden sich bewegliche Schirme mit Gasflammen, die bei Dunkelheit für strahlende Helligkeit sorgten. Die beiden Läufe der Marmortreppe vereinigten sich auf einem von einer Halbkuppel getragenen Podest. Von dort mündete die Treppe in einer auf beiden Seiten des Obergeschosses fortgeführten Galerie. Die Baluster der Geländerbalustrade von Treppe und Galerie waren aus Biskuitporzellan. Das Empfangszimmer links erstreckte sich über alle fünf Fensterachsen des Südflügels und leitete zum Tanzsaal über, einem achteckigen Raum mit vier runden Ecknischen. Ein Oberlicht erhellte den fensterlosen Raum, über dem sich eine gleichartige Gasbeleuchtung wie im Vestibül befand. Die getäfelte Nordwand ließ sich bei Bedarf in einen dahinterliegenden, mit einem Glasdach überdeckten Lichthof niederklappen und diente dann als Bühne für ein Orchester oder eine Aufführung. Das anschließende Boudoir verband den Tanzsaal über ein weiteres Vorzimmer, das ehemalige Gewächshaus, mit dem großen Festsaal. Das Vereinigte Königreich von Großbritannien und Nordirland ließ ihn nach dem Kauf der Botschaft ebenfalls nach Entwürfen von August Orth anstelle einer auf der Westseite liegenden Gartenterrasse errichten. Für den festlichen Eindruck sorgten die gekuppelten korinthischen Säulen aus Stuckmarmor an den Wänden und zwischen den Fenstern zum Gartenhof sowie die von Gewölbeschalen getragene flache Decke mit reichen Stuckverzierungen und ornamentalen Deckenmalereien. Der Berliner Bildhauer Otto Lessing schuf 1877 zwei Stuckreliefs mit tanzenden Mänaden für die Britische Botschaft, wahrscheinlich als Teil der Wanddekoration des großen Festsaales. Wiederum erfolgte die Beleuchtung bei Dunkelheit durch bewegliche Schirme mit Gasflammen über dem ovalen Oberlicht, das gleichzeitig die Belüftung sicherstellte.
Die Bildergalerie war eine weitere Extravaganz Strousbergs zur Präsentation seiner Gemälde- und Skulpturensammlung. Das östlich davon gelegene Billardzimmer war ein zusätzlicher Gesellschaftsraum, der über den mit Nussbaumholz getäfelten Speisesaal ins Boudoir oder in die Bibliothek zurückführte. Über der Wandtäfelung des Bibliothekszimmers – wie die Einrichtung aus Nussholz gefertigt – war in der mit Wandgemälden versehenen Decke ein Oberlicht eingelassen. Bei Nacht ließ sich auch dieser Raum durch eine Gasbeleuchtung erhellen, wie sie bei den anderen Räumen beschrieben ist. Die anschließenden Räume an der Wilhelmstraße dienten als Vorzimmer und als Arbeitszimmer des Botschafters. Oberhalb der kleinen, niedrigen Fenster der Wirtschaftsräume im Kellergeschoss verbanden große, über drei Meter hohe Fenster im Vorzimmer des großen Festsaales, im großen Festsaal und in der Gemäldegalerie die Gesellschaftsräume optisch mit den Gartenanlagen im großen Hof, dessen Fassaden korinthische Säulen unter einem Architrav gliederten. Über Treppen vom Billardzimmer und vom Boudoir gelangten Bewohner und Gäste in den Gartenhof, der ursprünglich nur dreiseitig geschlossen war und sich nach Westen in einer im flachen Bogen geführten Terrasse öffnete. Ihr Verlauf lässt sich noch im Grundriss des Kellergeschosses ablesen. Die Terrasse war zum Garten des angrenzenden Palais Redern geöffnet und erweiterte den kleinen Garten des Palais Strousberg gewissermaßen um den großzügigen Garten des Palais Redern. Mit der Errichtung des großen Festsaales anstelle der Terrasse und eines Teils des Gartens ging dieser Bezug verloren.

### Obergeschoss
Im Obergeschoss lagen die privaten Schlaf- und Kinderzimmer mit den dazugehörigen Einrichtungen wie Toiletten-, Bade- und Schrankzimmer für die vielköpfige Familie Strousberg. Die zentrale Warmwasserheizung, im Berlin der späten 1860er Jahre nur in wenigen öffentlichen Gebäuden wie dem Neuen Museum vorhanden, war in Privathaushalten ein Zeichen äußerster Fortschrittlichkeit und machte in den Wintermonaten den Aufenthalt angenehm. Eine Vorstellung von der luxuriösen und raffinierten Innenausstattung überliefert der Entwurf eines Badezimmers mit aufwendigen Wand- und Deckenmalereien im pompejanischen Stil aus dem Architektonischen Skizzenbuch (siehe Abbildung weiter oben). In den in diesem Geschoss vorhandenen Dienerzimmern waren vermutlich die höheren Hausangestellten wie der Hauslehrer und die Gouvernante untergebracht.

### Kellergeschoss
Im Kellergeschoss befanden sich die Wirtschafts- und Nebenräume des Palais. Das circa drei Meter hohe Geschoss lag ungefähr bis zur Hälfte unter dem Straßenniveau, sodass die Räume noch durch Fenster erhellt werden konnten. Die Durchfahrt an der nördlichen Grundstücksgrenze führte zu einem überdachten Hof, der gleichzeitig als Wagenremise und als Rampe auf das Niveau des Kellergeschosses diente. Eine Tür in der Mitte der Durchfahrt mit anschließender Treppe hinunter auf das Niveau des Kellergeschosses benutzten die Dienerschaft und Warenlieferanten als Gebäudezugang. Der angrenzende Seitenflügel des Gebäudes nahm die großzügigen Ställe sowie die Futter- und Geschirrkammer für die Pferde auf. Entlang der Wilhelmstraße, erhellt durch niedrige Fenster, befanden sich die Kutscherwohnung und Zimmer für die Dienerschaft. Im Raum unterhalb des Vestibüls im Erdgeschoss speisten die zahlreichen Angestellten, welche die Wirtschaft des herrschaftlichen Hauses erforderte, in einem eigenen Speisesaal. Die größte Fläche im Haupthaus belegten die Küche und die zugehörigen Räume wie Spülraum, Speisekammer und Weinkeller. Ein Aufzug beförderte die Speisen in die im Erdgeschoss befindliche Anrichte neben dem Speisesaal. Der Kessel der Warmwasserheizung und daneben der Weinkeller lagen beide günstig für Warenlieferungen nahe dem Eingang zu den Wirtschaftsräumen. Im Seitenflügel entlang der südlichen Grundstücksgrenze hatte die eigene Wäscherei mit ihren Räumlichkeiten Platz gefunden. Die Waschküche „mit Waschmaschine“ demonstrierte 1868 technischen Fortschritt. Die Grotte im letzten Raum des südlichen Seitenflügels war ein Rest der ursprünglichen Gestaltung des Gartens vor dem Bau des Festsaales.